# Valentina Safronova
Valentina Ivánovna Safronova (en ruso: Валентина Ивановна Сафронова; 1918-1 de mayo de 1943) fue una partisana y oficial de inteligencia soviética que participó en tareas de reconocimiento y sabotaje durante la Segunda Guerra Mundial hasta que fue capturada y asesinada por la Gestapo. El 8 de mayo de 1965, más de veinte años después de su muerte, se le otorgó póstumamente el título de Héroe de la Unión Soviética.

## Biografía

### Infancia y juventud
Valentina Safronova nació en 1918 en una familia rusa en el pueblo de Baksheevo en la gobernación de Oriol en esa época parte del Imperio ruso, pero su familia se mudó al pueblo de Lgovsky poco después de su nacimiento, y en 1921 el pueblo se incorporó oficialmente a la ciudad de Briansk propiamente dicha. Después de terminar la escuela, trabajó como líder de un destacamento de pioneros y luego como supervisora en una pequeña caja de ahorros que luego fue utilizada como escondite por miembros de la resistencia durante la ocupación alemana. También fue miembro del Komsomol.

### Segunda Guerra Mundial
Poco después de la invasión alemana de la Unión Soviética, Safronova comenzó a trabajar como oficial de inteligencia para el Destacamento Partisano de Kratsov Braynsk. A principios de septiembre de 1941, participó en una misión en la que la unidad se lanzó en paracaídas en el bosque de Kletnya detrás de las líneas enemigas, después de lo cual participaron en varias emboscadas y operaciones de sabotaje mientras recopilaban información, lo que obligó a cruzar las líneas del frente en numerosas ocasiones.
Después de que los alemanes construyeran un nuevo teatro en su ciudad natal de Briansk, ella y sus compañeros urdieron un plan para interrumpir la ceremonia de apertura. Mientras el alcalde daba un discurso, otro partisano apagó las luces para tirar panfletos antinazis; después del breve incidente, Safronova se escapó al baño. Mientras salía del teatro, aceptó que un oficial alemán que conocía la llevara y aprovechó esa oportunidad para señalar la ubicación de un aeródromo alemán, así como los tipos de defensas con los que estaban equipados los aviones de la Luftwaffe allí estacionados, después de que la obligaron a trabajar retirando nieve en el aeródromo. Después de que transmitiera la información a la inteligencia soviética, los bombarderos pudieron destruir 58 aviones alemanes y cinco baterías antiaéreas gracias a la información que había recopilado. Posteriormente, transmitió información sobre la ubicación de los depósitos de combustible, las instalaciones de almacenamiento de municiones y los horarios de los trenes alemanes.
En una de sus misiones más exitosas, ella y un partisano vestido como un oficial de policía alemán entregaron una caja de TNT de Moscú a Biransk, que usaron para atacar una fábrica que producía tanques y vehículos de motor. Bajo su liderazgo, la unidad partisana aumentó a cincuenta miembros y mantuvo diez casas de seguridad en toda la ciudad. La unidad descarriló trenes, saboteó automóviles y sistemas de comunicaciones, colocó minas terrestres y mató a soldados alemanes. Finalmente, la inteligencia militar alemana logró adquirir una fotografía de Safronova y aumentó sus esfuerzos para capturarla.
Después de que la radio de los guerrilleros de Biansk se rompiera en febrero de 1942, una patrulla de siete guerrilleros, con Safronova como única mujer, se dirigieron a pie a Beliov (a más de 100 kilómetros de distancia), que no estaba ocupada por los alemanes, para entregar mapas y otros documentos importantes sobre actividades militares enemigas al Ejército Rojo. En la ruta, los partisanos escaparon dos veces de las patrullas militares alemanas, caminaron sobre nieve profunda y destruyeron fortificaciones de campo con una ametralladora. Solo una semana después de entregar los documentos, sufrió una conmoción cerebral severa el 16 de marzo de 1942 y fue enviada a un hospital soviético, pero se lanzó en paracaídas con suministros desde Moscú al territorio ocupado por los alemanes inmediatamente después de recuperarse en mayo. El día después de su lanzamiento en paracaídas en el destacamento se enfrentó a un grupo de búsqueda alemán; durante el enfrentamiento, asumió las funciones de un artillero.

### Muerte
A lo largo de la primavera de 1942, muchos partisanos de su unidad resultaron heridos durante los intensos combates. Safronova se encontró nuevamente en el hospital después de sufrir las repercusiones de su lesión anterior en la cabeza. Mientras estaba en el hospital de Mónino se enteró de que había sido condecorada con la Orden de la Estrella Roja. Después de salir del hospital, recorrió el territorio controlado por los soviéticos y recibió una nueva ametralladora del Comité del Komsosol de Ivánovo. Poco después de volar de regreso a Briansk desde Moscú, ella y otros dos partisanos, uno de los cuales era el comandante de su compañía, se perdieron en el bosque mientras buscaban al resto del destacamento, que se había retirado recientemente después de una dura batalla. Mientras permanecían en un refugio abandonado para sobrevivir al frío invernal, las fuerzas alemanas descubrieron a los tres y los tomaron como rehenes. Safronova intentó resistir la captura disparándoles con su metralleta, pero finalmente perdió el conocimiento por las heridas. Después de que sus captores la llevaran a la aldea de Glinnoye, fue transferida a la custodia de la Gestapo de Briansk. Su lesión en la cabeza fue tratada por un médico alemán con la esperanza de que recordara más información, pero se negó a tomar ningún medicamento. Las circunstancias que rodearon su muerte no están claras, pero algunos relatos afirman que fue torturada hasta la muerte el 1 de mayo de 1943.

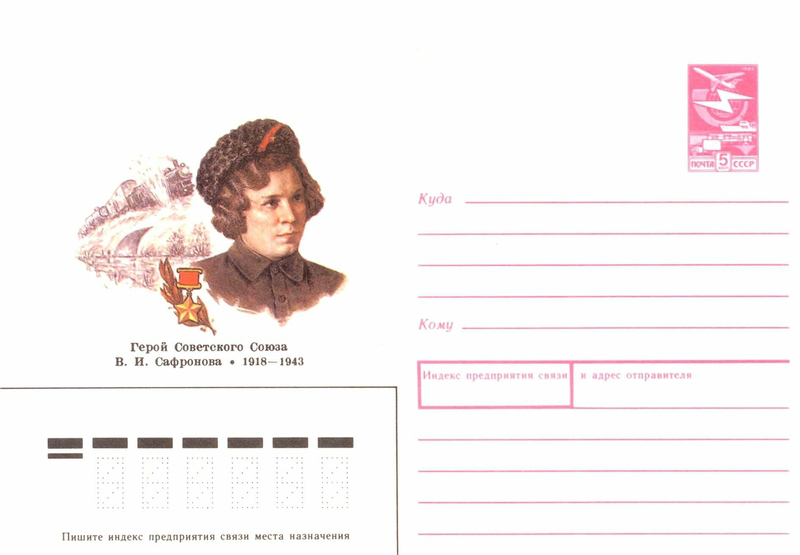
Sobre soviético de 1989 con el retrato de Safronova

## Reconocimientos y condecoraciones
Una calle y una escuela secundaria en Briansk fueron nombradas en honor a Safronova. Por decreto del Presídium del Sóviet Supremo de la URSS, se le otorgó póstumamente el título de Héroe de la Unión Soviética en 1965, más de veinte años después de su muerte. En 1970 se colocó un monumento en Briansk, y en 1989 se emitió un sobre soviético con su retrato (en la foto).

### Condecoraciones
|  | Héroe de la Unión Soviética (1965) |
|  | Orden de Lenin (1965)              |
|  | Orden de la Estrella Roja (1942)   |

### Listas relacionadas
- Lista de heroínas de la Unión Soviética